# Chrysometa machala
Chrysometa machala là một loài nhện trong họ Tetragnathidae.
Loài này thuộc chi Chrysometa. Chrysometa machala được Herbert W. Levi miêu tả năm 1986.